# Hans Cools (historicus)
Hans Cools (1969) is een historicus, gespecialiseerd in het vroegmoderne Europa. Hij is professor aan de KU Leuven en senior postdoctoraal onderzoeker aan de Fryske Akademy.

## Carrière
Cools studeerde geschiedenis en filosofie aan de universiteiten van Antwerpen, Rijsel en Gent. Hij was onderzoeker aan het European University Institute in Florence en promoveerde aan de Universiteit van Amsterdam. Zijn proefschrift ging over de adel in de Bourgondische en Habsburgse Nederlanden en bracht het netwerk dat de adel aan de kroon bond via mecenaat en manschap in kaart. Het werd begeleid door Henk van Nierop en Wim Blockmans.
Cools werkte korte tijd aan de Universiteit Leiden (1999-2003) en het Koninklijk Nederlands Instituut Rome (2003-2006) voordat hij aan de slag ging als docent aan de KU Leuven. Samen met Steven Gunn en David Grummitt heeft hij het gegeven van oorlog bestudeerd als een factor in de vorming van politieke identiteiten in Engeland en de Lage Landen in de late vijftiende en vroege zestiende eeuw.
In maart 2015 werd hij op VRT Radio 1 geïnterviewd over de 16e-eeuwse Beeldenstorm in de Lage Landen, om dit te kaderen binnen de vernieling van cultureel erfgoed door de Islamitische Staat (ISIL) die toen in het nieuws was.

## Publicaties
- Mannen met macht. Edellieden en de Moderne Staat in de Bourgondisch-Habsburgse Landen. ca. 1475 – ca. 1530 (Zutphen, 2001; herdruk 2015), Hans Cools, ISBN 9789060116258
- Institutum Neerlandicum. MCMIV-MMIV. Honderd jaar Nederlands Instituut te Rome (Hilversum, 2004) Hans Cools en Hans de Valk, ISBN 9789065508249
- War, State and Society in England and the Netherlands 1477-1559 (Oxford, 2007) Steven Gunn, David Grummitt en Hans Cools, ISBN 9780199207503

## Bijdragen
- Your Humble Servant: Agents in Early Modern Europe (Hilversum, 2006), samengesteld door Hans Cools, Marika Keblusek en Badeloch Noldus, ISBN 9789065509086.
- Fiandre e Italia tra monarchia universale e Stati territoriali: cultura politica e dinamiche sociali (Rome, 2010), samengesteld door Bruno Boute, Hans Cools en Maria Antonietta Visceglia, ISBN 9788843054442
- Adrian VI: A Dutch Pope in a Roman Context (Turnhout, 2012), samengesteld door Hans Cools, Catrien Santing en Hans de Valk, ISBN 9782503545363
- Het gelijk van de Gouden Eeuw. Recht en onrecht in de Republiek (1550-1750). Essays voor Henk van Nierop (Hilversum, 2014), samengesteld door Michiel van Groesen, Judith Pollmann en Hans Cools, ISBN 9789087044534
- Fryske Akademy, three centuries of building history (Leeuwarden, 2016), samengesteld door Hans Cools, ISBN 9789492176325.
- Erasmus en de Friezen, Friezen en Erasmus (Leeuwarden, 2016), samengesteld door J. Bloemendal en H. Cools